# 15-й гусарський полк (Австро-Угорщина)
15-ий гусарський полк — полк цісарсько-королівської кавалерії Австро-Угорщини.
Повна назва: K.u.k. Husaren-Regiment «Erzherzog Franz Salvator» Nr. 15

Дата утворення — 1701 рік.

Почесний шеф — ерцгерцог Франц Сальватор.

## Склад полку
Набір рекрутів — з 1889 року Кошиці.
Національний склад полку (липень 1914) — 91 % угорців та 9 % інших.
Мови полку (липень 1914) — угорська.

## Інформація про дислокацію

### Перша світова
- 1914 рік — штаб і І-ий дивізіон — Дьєндьєш, ІІ-ий дивізіон — Мішкольц.[4] .
.
- 1914 — входить до складу VI корпусу, 1 кавалерійської дивізії, 6 Бригада кавалерії

## Командири полку
- 1879: Алоїс Покорний[5]
- 1908: Карл фон Енрікес[6]
- 1914: Альфонс Ван дер Слоот фон Ваальмінґен[7]